# Corning (Arkansas)
Corning è una località degli Stati Uniti d'America, capoluogo, assieme a Piggott, della contea di Clay, nello Stato dell'Arkansas.